# Герасимовка (Новомосковский район)
Герасимовка (укр. Герасимівка) — село,
Новостепановский сельский совет,
Новомосковский район,
Днепропетровская область,
Украина.
Код КОАТУУ — 1223284503. Население по переписи 2001 года составляло 262 человека .

## Географическое положение
Село Гарасимовка находится на расстоянии в 2,5 км от сёл Голубовка и Новостепановка.
По селу протекает пересыхающий ручей с запрудой.
Рядом проходит автомобильная дорога Т-0440.